# Czarny Potok (dopływ Kryniczanki)
Czarny Potok – potok, prawostronny dopływ Kryniczanki o długości 8,42 km.
Zlewnia potoku znajduje się w Paśmie Jaworzyny Beskidu Sądeckiego. Najwyżej położone źródła położone są na wysokości 1055 m na wschodnich stokach góry Bukowa (1077 m). Zasilany jest przez wiele potoków spływających z głównego grzbietu Beskidu Sądeckiego na odcinku Szczawna Góra (781 m) – Jaworzyna Krynicka (1114 m) – Bukowa – Czubakowska (1082 m), oraz bocznego grzbietu, odchodzącego od Czubakowskiej przez Przysłop (944 m), Drabiakówkę, Przełęcz Krzyżową (ok. 770 m) i Krzyżową (813 m) po Holicę (697 m). Wszystkie cieki zasilające Czarny Potok znajdują się na zalesionym obszarze Beskidu Sądeckiego, poza osiedlami ludzkimi. Dopiero od dolnej stacji kolejki gondolowej na Jaworzynę Krynicką, przez należące do Krynicy osiedle Czarny Potok spływa on gęsto zabudowanym dnem doliny w południowo-wschodnim kierunku i na wysokości około 520 m uchodzi do Kryniczanki.